# حجة شخصية
الحجة الشخصية هي الحجة التي لا تصح إلا ضد الخصم، إما لوقوع هذا الخصم في الخطأ أو التناقض، وإما لأن صاحب الحجة يصوب سهامه إلى إحدى النواحي الخاصة بشخصية الخصم أو مذهبه.